# Stylidium tenerrimum
Stylidium tenerrimum är en tvåhjärtbladig växtart som beskrevs av Ferdinand von Mueller. Stylidium tenerrimum ingår i släktet Stylidium och familjen Stylidiaceae. Inga underarter finns listade i Catalogue of Life.